# Bradysia tenuicalcar
Bradysia tenuicalcar är en tvåvingeart som beskrevs av Shah Mashood Alam 1988. Bradysia tenuicalcar ingår i släktet Bradysia och familjen sorgmyggor. Inga underarter finns listade i Catalogue of Life.